# John Berg
John Marcus Berg FSSP (* 1970 v Minnesotě) je americký katolický kněz, pátý generální představený Kněžského bratrstva sv. Petra (od 2024). V minulosti byl třetí generální představený Kněžského bratrstva sv. Petra (2006–2018).

## Život
Narodil se v katolické rodině v Minnesotě, vystudoval Academy of Holy Angels v Richfieldu a kalifornskou Thomas Aquinas College.
V roce 1994 zahájil kněžská studia v semináři FSSP ve Wigratzbadu, po dvou letech v nich pokračoval v Římě na Papežské univerzitě Svatého Kříže. Kněžské svěcení mu v roce 1997 udělil biskup Timlin.
Po vysvěcení působil jako kněz v Sacramentu. V roce 2006 byl zvolen třetím generálním představeným Kněžského bratrstva sv. Petra, v roce 2012 byl znovuzvolen. V roce 2024 byl zvolen opět.

### Generální představený FSSP
V roce 2012 byl znovuzvolen, v roce 2018 ho v úřadu vystřídal Andrzej Komorowski.
| 3. generální představený FSSP | 3. generální představený FSSP | 3. generální představený FSSP |
| ----------------------------- | ----------------------------- | ----------------------------- |
| Předchůdce: Arnaud Devillers  | 2006–2018 John Berg           | Nástupce: Andrzej Komorowski  |

| 5. generální představený FSSP  | 5. generální představený FSSP | 5. generální představený FSSP |
| ------------------------------ | ----------------------------- | ----------------------------- |
| Předchůdce: Andrzej Komorowski | od 2024 John Berg             | Nástupce:                     |